# ARM (作曲家)
ARM（アーム）は、北海道出身で、イオシス所属のソングライター、編曲家。

## 概要
イオシスでは楽曲制作の中心的な存在。同サークルの東方アレンジシリーズでは全ての作品に参加しており、2007年、同人エレクトロ・ポップユニットアルバトロシクスを立ち上げ、全ての作編曲を担当。イオシスの活動のほか、アニメ『ペンギン娘』のEDテーマの作曲など、商業作品でも活動しておりトランスやハードコアテクノ、エレクトロやブレイクコアなどのクラブ系サウンドを得意とする。また、アルバトロシクスのメンバー、quimとは大学時代からの親友で、テレビ東京の音楽情報番組「アニソンぷらす」に同メンバーとして出演した経験を持つ。

## 主な参加作品

### IOSYS
- 東方アレンジCD　（これらのCDの原曲は上海アリス幻樂団の同人ゲーム、東方Projectによるもので、アレンジでの参加となっている）
  - 東方風櫻宴
  - 東方乙女囃子
  - 東方月燈籠
  - 東方永雀峰
  - 東方萃翠酒酔
  - 東方河想狗蒼池
  - 東方真華神祭
  - 東方想幽森雛
  - 東方氷雪歌集
  - 東方泡沫天獄
  - ごっすんとかのからおけ
  - ねこみことかのからおけ
  - おさいせんとかのからおけ
  - ごっすんリミックス アイン
  - ごっすんリミックス ツバイン
  - 東方アゲハ
    - ボーナス・トラック扱いではあるが、本人がメインボーカルとなった「キャプテン・ARMのケツアンカー」（同CDの「キャプテン・ムラサのケツアンカー」のボーカル差し替え）が収録されている。

- 三国志アレンジCD
  - 以下のCDの原曲は、ゲーム三国志大戦によるもので、アレンジでの参加となっている。
    - 三国志NOWだ!

- オリジナルCD
  - We are "IOSYS"

- 2ちゃんねる関連CD

### アルバトロシクス
- アルバトロシクスでは、全ての曲で作曲・編曲を担当している。
  - アルバトロシクス （2007年12月31日頒布）
  - PLANET LIBERATION （2008年8月16日・コミックマーケット74にて頒布）
  - STAR CRACKER（2009年8月15日・コミックマーケット75にて頒布）

### 主な外部サークル参加作品
- 幻想メガ☆ラバ（2007年5月20日（博麗神社例大祭）頒布 頒布サークル：pixel phantom）
- 紅ノ樹海II -forest of crimson 2-（2008年10月13日（M3）頒布　頒布サークル：ALiCE'S EMOTION）
- あに☆なべ（2007年8月17日（コミックマーケット72）頒布　頒布サークル：Innocent Key）
- 紅蓮蒼羅-Vocal from S.Iemitsu.　（頒布サークル：Sound Iemitsu）

### 楽曲を提供した主な商業作品
- Webアニメ「ペンギン娘」（EDテーマ「揺れてはじけてあふれちゃう☆魅惑のペンギン娘」作曲・編曲・リミックス）
- テレビアニメ
  - 「狂乱家族日記」（EDテーマ「ボクハ更新サレマシタ」リミックス）
  - 「夢喰いメリー」（EDテーマ「ユメとキボーとアシタのアタシ」）
  - 「あっちこっち」（OPテーマ「あっちでこっちで」）
  - 「ゆるゆり」（赤座あかりキャラクターソング「私、主役の赤座あかりです」作曲・編曲）
  - 「ゆるゆり♪♪」（大室櫻子キャラクターソング「きらいっぱい×すきいっぱい」編曲）
  - 「ディーふらぐ!」（OP「すているめいと!」）
- ゲーム
  - 「リトルバスターズ!」（棗 鈴 キャラクターソング編曲）
  - 「beatmania IIDX 19 Lincle」（山本椛 (monotone)「突撃!ガラスのニーソ姫!」作曲・編曲 他）
  - 「SOUND VOLTEX BOOTH」（ARM(IOSYS) feat.一ノ瀬月琉(monotone)「LOVE♡SHINE わんだふるmix」リミックス）
  - 「DanceDanceRevolution A」（fallen shepherd ft. RabbiTon Strings「ENDYMION」作曲・編曲）[1]。
  - 「DanceDanceRevolution A3」 (BREAKING THE FUTURE 作曲)
  - 「アイドルマスター シンデレラガールズ」
    - （「メルヘンデビュー!」作曲・編曲他）
    - （「LET'S GO HAPPY!!」作曲・編曲）

  - 「pop'n music peace」（ARM × 狐夢想 ft.ricono「おたすけ！アン子ちゃん (シノビアンレディーのテーマ 弐)」作曲・編曲他）
  - 「ハッピー☆マテリアル」（桃井はるこアルバム「more&more quality RED 〜Anime song cover〜」収録編曲）
- メディアミックス企画
  - 「ひなビタ♪」（めうめうぺったんたん!!、ちくわパフェだよ☆CKP他）
  - 「ライブレボルト」（リサイタルズ　ユニット楽曲「メーデー!くるくるクライシス学院」作曲・編曲）
- 「恋愛至上主義サマーエブリデイ」（夏の魔物　シングル「恋愛至上主義サマーエブリデイ/どきめきライブ・ラリ」作曲・編曲）
- 「東京妄想フォーエバーヤング」（夏の魔物　シングル「東京妄想フォーエバーヤング/ダーリン no cry!!!」編曲）
- 「ウエサカダイナミック」（上坂すみれ　アルバム「NEO PROPAGANDA」収録　編曲）
- 「みとらじギャラクティカ」（月ノ美兎 アルバム「月の兎はヴァーチュアルの夢をみる」収録　作曲・編曲）